# Brachyufens
Brachyufens is een geslacht van vliesvleugeligen uit de familie Trichogrammatidae. De wetenschappelijke naam van dit geslacht is voor het eerst geldig gepubliceerd in 1968 door Viggiani.

## Soorten
Het geslacht Brachyufens is monotypisch en omvat slechts de volgende soort:
- Brachyufens osborni (Dozier, 1932)